# Rasa del Sucre
La Rasa del Sucre és un torrent afluent per la dreta de la Canal de l'Embut, a la Vall de Lord

## Descripció
Neix a 275 metres a llevant del Portell de l'Ós i a uns 800 metres al nord-est del Puig de les Morreres (Serra de Querol). De direcció predominant SW-NE, s'escola entre el Serrat de la Bòfia (al nord) i la Serra de Querol (al sud). Bona part del seu curs ha estat terraplenat per a utilitzar-lo com a camí o pista d'esquí.

## Municipis que travessa
Tot el seu recorregut el realitza pel terme municipal de la Coma i la Pedra.

## Xarxa hidrogràfica
La xarxa hidrogràfica de la Rasa del Sucre està integrada per un total de 12 cursos fluvials dels quals 4 són subsidiaris de 1r nivell de subsidiarietat, 6 ho són de 2n nivell i 1 ho és de 3r nivell.
La totalitat de la xarxa suma una longitud de 10.674 m.